# Crash Bandicoot
Crash Bandicoot is een platformspel dat is ontwikkeld door Naughty Dog en uitgegeven door Sony Computer Entertainment voor de PlayStation. Het spel kwam in de Verenigde Staten uit in september 1996 en in Europa in november 1996.
Crash Bandicoot is het eerste spel in de Crash Bandicoot-serie en werd wereldwijd meer dan zes miljoen keer verkocht.

## Plot
Het spel volgt hoofdpersoon Crash in zijn strijd tegen de kwaadaardige Doctor Neo Cortex en zijn handlanger Doctor Nitrus Brio die de wereld willen domineren. Tegelijkertijd moet hij zijn vriendin Tawna zien te redden.

## Gameplay

### Besturing
| Knop                              | Functie        |
| --------------------------------- | -------------- |
| Richtingstoetsen of linkerknuppel | Sturen         |
| X-knop                            | Springen       |
| ◻-knop                            | Draaiaanval    |
| O-knop                            | Bukken         |
| ∆-knop                            | Inventaris     |
| O-knop + X-knop                   | Hoger springen |
| Start-knop                        | Pauzeren       |

### Voorwerpen

#### Dozen
In elk level moet Crash ervoor zorgen dat hij - zonder dood te gaan - alle kisten in dit level openmaakt. Alleen dan krijgt hij een edelsteen (zie overige voorwerpen).
- Normale kist: bevat Wumpa-fruit.
- Aku-Aku-kist: bevat een Aku-Aku-masker.
- Pijlenkist: hier kan Crash een onbeperkt aantal keer op stuiteren. Alleen open te maken met een draaiaanval. Ook als stalen versie.
- Stuiterkisten: hetzelfde als een pijlenkist, maar Crash kan er tien keer op springen voordat deze breekt. Deze bevat altijd tien stuks Wumpa-fruit.
- ?-kist: de inhoud varieert tussen een grote hoeveelheid Wumpa-fruit of een 1-up.
- !-kist: deze kisten kunnen iets ergens op het level veranderen.
- TNT-kist: drie seconden nadat hierop gesprongen is, ontploft de kist. Blijf daarom uit de buurt van de kist totdat deze is ontploft.
- Crash-kist: bevat aan de buitenkant het hoofd van Crash en heeft als inhoud één extra leven.
- Checkpoint(C)-kist: slaat de voortgang van Crash op. Als Crash op een of andere manier om het leven komt, verlies hij één leven en keert hij terug naar de laatste plek waar hij een C-kist heeft opengemaakt.

#### Overige voorwerpen
- Wumpa-fruit: verzamel 100 stuks Wumpa-fruit voor één 1-up, oftewel één extra leven.
- 1-up: geeft één extra leven. Het maximale aantal levens van Crash is 99.
- Bonus-munt: verzamel 3 stuks om toegang te krijgen tot een bonusronde. Er zijn drie soorten bonusrondes:
  - Tawna: deze zijn bedoeld om het spel op te slaan. Kan maar één keer voltooid worden.
  - Nitrus Brio: deze zijn bedoeld voor extra levens. Kan meerdere keren voltooid worden.
  - Neo Cortex: deze zijn bedoeld voor sleutels. Het spel kan daarnaast ook met deze ronde worden opgeslagen. Kan maar één keer voltooid worden.
- Aku-Aku-masker: zorgt ervoor dat Crash niet doodgaat. Crash kan maximaal drie maskers hebben, bij de derde masker wordt Crash twintig seconden lang onsterfelijk.
- Edelstenen: als Crash zonder dood te gaan alle dozen openmaakt, wordt hij beloond met een edelsteen. Verzamel alle 26 edelstenen voor een speciale beloning. Er zijn twee soorten edelstenen.
  - Gewone edelstenen (twintig stuks)
  - Gekleurde edelstenen (zes stuks): geven toegang tot geheime gebieden waar ook kisten liggen. Gebruik ze om de levels volledig te voltooien.
- Sleutels: er zijn twee sleutels te vinden in de bonusrondes van Neo Cortex (één per bonusronde). Deze geven toegang tot twee extra levels.

### Eilanden
Hieronder is een overzicht van alle eilanden en de bijbehorende levels en eindbazen te vinden die voorkomen in dit spel.
Eiland 1
- N. Sanity beach
- Jungle rollers
- The great gate
- Boulders
- Upstream
- Papu Papu (eindbaas)
- Rolling stones
- Hog wild
- Native fortress

Eiland 2
- Up the creek
- Ripper Roo (eindbaas)
- The lost city
- Temple ruins
- Road to nowhere
- Boulder dash
- Whole hog
- Sunset vista
- Koala Kong (eindbaas)

Eiland 3
- Heavy machinery
- Cortex power
- Generator room
- Toxic waste
- Pinstripe (eindbaas)
- The high road
- Slippery climb
- Lights out
- Fumbling in the dark
- Jaws of darkness
- Castle machinery
- Nitrus Brio (eindbaas)
- The lab
- The great hall
- Dr. Neo Cortex (eindbaas)

## Ontvangst
Crash Bandicoot ontving positieve recensies waarbij de graphics en visuele stijl werden geprezen. Kritiek was er op de besturing en gebrek aan innovatie in het platformgenre.
| Aggregator      | Score  |
| --------------- | ------ |
| GameRankings    | 80%    |
| Beoordeeld door | Score  |
| EGM             | 8,4/10 |
| Game Informer   | 9/10   |
| Game Revolution | 3,5/5  |
| IGN             | 7,5/10 |
| Next Generation | 3/5    |

## Remaster
In juni 2017 kwam exclusief voor PlayStation 4 de remaster Crash Bandicoot: N. Sane Trilogy uit, als eerbetoon aan de twintigste verjaardag van de franchise. In juni 2018 verscheen de trilogie tevens voor de Nintendo Switch, Windows en Xbox One.